# Реальная утопическая социология
Реальная утопическая социология — это эмансипаторная социальная наука, созданная и практикуемая Эриком Олином Райтом, ученым-исследователем утопий.
Кажущееся противоречие в названии является преднамеренным: эта социологическая исследовательская рамка стремится найти существующие утопические проекты и оценить их потенциал замены систем доминирования, особенно в качестве стратегии антикапитализма. Проще говоря, реальная утопическая социология — это исследование возможных утопических моделей общества и путей их достижения.

## Обзор
Начиная с 1991 года Райт организовал серию семинаров-конференций, известных как «Реальный утопический проект» («Проект реальных утопий», The Real Utopian Project), которые моделируют практику реальной утопической социологии.
Конференции спонсированы Центром социальной справедливости А. Юджина Хейвенса при Висконсинском университет в Мадисоне и построены вокруг «провокационной рукописи, в которой излагаются основные положения радикальной институциональной заявки». Затем эта рукопись рассылается 15–20 ученым, которые пишут эссе по этой теме. Перед конференцией эти эссе рассылаются всем участникам, а затем каждое из них обсуждается на конференции. После конференции участники имеют возможность пересмотреть свою работу перед ее коллективной публикацией в серии «Проект реальных утопий Verso» (Verso's Real Utopias Project); за исключением статей первой конференции 1991 г., которые не публиковались серией.
Темы прошлых конференций включали в себя:
- Безусловный базовый доход[2] ;
- Вторичные ассоциации и демократическое управление[6];
- Модель рыночного социализма, которая была организована на основе книги «Будущее социализма» (A Future for Socialism), а не рукописи[7];
- Эффективное перераспределение при развитом капитализме[8];
- Углубление демократии[9];
- Переосмысление перераспределения[10] ;
- Пенсии и контроль над накоплением капитала[5] ;
- Институты гендерного эгалитаризма: создание условий для эгалитарных семей с двумя кормильцами и двумя лицами, обеспечивающими уход[11] ;
- Избрание законодательной власти по жребию[12] ;
- Пути к кооперативной экономике[13] ;
- и демократизация финансов[13].

## Рекомендации
1. ↑  Webb, D. (1 февраля 2020). The Domestication of Utopia and the Climate Crisis. MediAzioni: Rivista Online di Studi Interdisciplinari su Lingue e Culture (англ.). 27. ISSN 1974-4382. Архивировано 30 декабря 2021. Дата обращения: 30 декабря 2021.
2. 1 2 3 4  Wright, Erik. OVERVIEW. www.ssc.wisc.edu. Дата обращения: 26 ноября 2018. Архивировано 15 декабря 1999 года.
3. ↑  Mike Konczal (11 мая 2013). Thinking Utopian: How about a universal basic income?. The Washington Post. Архивировано 19 октября 2021. Дата обращения: 16 февраля 2024.
4. ↑  Nick Buxton; Sol Trumbo Vila. An atlas of real utopias? OpenDemocracy (21 марта 2018). Дата обращения: 16 февраля 2024. Архивировано 3 декабря 2018 года.
5. 1 2  Wright, Erik Olin. RealUtopias. www.ssc.wisc.edu. Дата обращения: 26 ноября 2018. Архивировано 26 октября 2000 года.
6. ↑  Center, A. E. Havens. Associations and Democracy: The Real Utopias Project, Vol. 1 :  [англ.] / A. E. Havens Center, Real Utopias Project, Joshua Cohen … [et al.]. — London : Verso, 1995. — ISBN 978-1-85984-048-1. Архивная копия от 29 ноября 2021 на Wayback Machine
7. ↑  Equal Shares: Making Market Socialism Work :  [англ.] / Wright. — London : Verso, 1996. — ISBN 978-1-85984-053-5. Архивная копия от 29 ноября 2021 на Wayback Machine
8. ↑  Brighouse, Harry. Recasting Egalitarianism: New Rules for Communities, States and Markets :  [англ.] / Harry Brighouse, Herbert Gintis. — London : Verso, 1999. — ISBN 978-1-85984-255-3. Архивная копия от 29 ноября 2021 на Wayback Machine
9. ↑  Abers, Rebecca Neaera. Deepening Democracy: Institutional Innovations in Empowered Participatory Governance :  [англ.] / Rebecca Neaera Abers, Gianpaolo Baiocchi, Joshua Cohen. — London : Verso, 2003. — ISBN 978-1-85984-466-3. Архивная копия от 8 марта 2019 на Wayback Machine
10. ↑  Ackerman, Bruce. Redesigning Distribution: Basic Income and Stakeholder Grants as Cornerstones for an Egalitarian Capitalism :  [англ.] / Bruce Ackerman, Anne Alstott, Philippe van Parijs. — London : Verso, 2006-02-08. — ISBN 978-1-84467-517-3. Архивная копия от 8 декабря 2021 на Wayback Machine
11. ↑  Bergmann, Barbara. Gender Equality: Transforming Family Divisions of Labor :  [англ.] / Barbara Bergmann, Johanna Brenner, Harry Brighouse. — London : Verso, 2009-08-03. — ISBN 978-1-84467-325-4. Архивная копия от 29 ноября 2021 на Wayback Machine
12. ↑  Gastil, John. Verso / John Gastil, Erik Olin Wright. — 2019-04-09. — ISBN 978-1-78873-608-4. Архивная копия от 27 ноября 2018 на Wayback Machine
13. 1 2  Pathways to a cooperative Market. www.ssc.wisc.edu. Дата обращения: 26 ноября 2018. Архивировано 11 сентября 2015 года.